# Sequoia (genere)
Sequoia (Endlicher, 1847) è un genere di piante della famiglia delle Cupressaceae, la cui unica specie vivente è Sequoia sempervirens.